# Round and Round (chanson de Tinkara Kovač)
Pour les articles homonymes, voir Round and Round.
Chansons représentant la Slovénie au Concours Eurovision de la chanson
Straight into Love
(2013) Here for You
(2015)
Round and Round est la chanson représentant la Slovénie au Concours Eurovision de la chanson 2014. Elle est interprétée par Tinkara Kovač.
La chanson est présentée sous le titre Spet/Round and Round lors de l'émission du concours de sélection EMA le 8 mars 2014. La chanson est écrite par Tinkara Kovač, Hannah Mancini, la représentante de la Slovénie au Concours Eurovision de la chanson 2013, Tina Piš et Raay, membre du duo Maraaya, représentant de la Slovénie au Concours Eurovision de la chanson 2015.

## Chanson
Elle est choisie comme l'une des deux superfinalistes par le télévote. Au deuxième tour de scrutin, la chanson reçoit 7 937 télévotes et remporte la finale nationale slovène devant Let Me Be (Myself) interprétée par Muff, qui reçoit 3 450 télévotes.
Au concours Eurovision de la chanson 2014 à Copenhague, la chanson est interprétée sous le titre anglais Round and Round, tandis que les paroles sont en slovène et en anglais, comme lors de la sélection.
La chanson participe d'abord à la deuxième demi-finale le jeudi 8 mai. Elle passe en quatorzième position, après Rise Up interprétée par Freaky Fortune feat. Riskykidd  pour la Grèce et avant Miracle interprétée par Paula Seling et Ovi pour la Roumanie.
À la fin des votes, elle obtient 52 points et prend la dixième place sur quinze participants. Elle se qualifie pour la finale.
Lors de la finale le samedi 10 mai, elle est la dix-septième de la soirée, suivant La mia città interprétée par Emma Marrone pour l'Italie et précédant Something Better interprétée par Softengine pour la Finlande.
À la fin des votes, elle obtient neuf points et prend l'avant-dernière place, vingt-cinquième sur vingt-six participants ; la dernière place est la France avec la chanson Moustache interprétée par le groupe Twin Twin.

## Liste des titres
| 1. | Round And Round (Official ESC)       | 3:17 |
| 2. | Spet (Slovène)                       | 3:16 |
| 3. | Round and Round (International)      | 3:17 |
| 4. | Round and Round (Anglais)            | 3:00 |
| 5. | Round and Round (ESC Karaoke)        | 3:00 |
| 6. | Round and Round (ESC Instrumental)   | 3:00 |
| 7. | Spet (Karaoke Version)               | 3:16 |
| 8. | Spet (International Karaoke Version) | 3:17 |
| 9. | Sans titre (F*G*Pella Edit)          | 3:19 |

## Source de la traduction
- (en) Cet article est partiellement ou en totalité issu de l’article de Wikipédia en anglais intitulé « Round and Round (Tinkara Kovač song) » (voir la liste des auteurs).